# 웰치간균

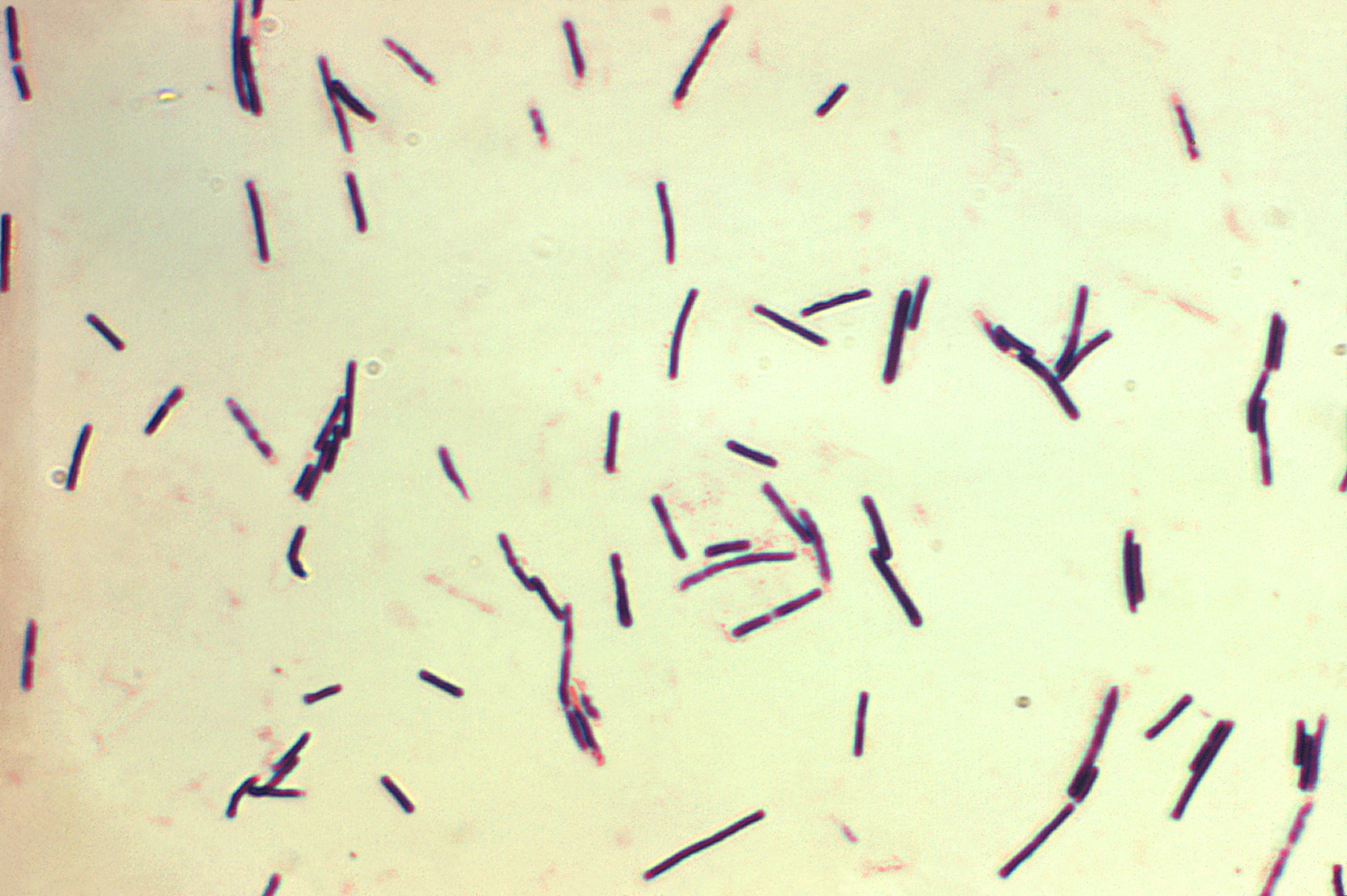

웰치간균(Welch bacillus, Clostridium perfringens 클로스트리디움 페르프링겐스[*])은 혐기성 상태에서 잘 자라는 균이며 pH5 이하에서는 잘 자라지 못한다. 가스괴저균이라고도 한다. 14종의 아미노산을 요구하는 그람 양성균이며 간균이다.
난원형의 아포를 생성하며 아포를 형성할 때 A~E형 독소 또한 함께 생성한다. 일반적으로 성인의 대변에서도 0~109g/하루 정도의 양으로 검출되는데, 증식 수가 1,000,000균/g 이상일 경우 식중독 증상이 나타난다. 이 균의 잠복기는 8~24시간이며 심한 복통과 설사 증상이 나타난다.